# Pas toe of leg uit
Pas toe of leg uit (ptolu) (uit het Engels 'comply or explain' of 'apply or explain') is een aanpak waarbij aan organisaties de keus wordt gelaten: zij mogen zelf bepalen of zij zich aan een bepaalde code zullen houden, maar als zij besluiten dat niet te doen moeten zij wel uitleggen waarom niet. De mate van verplichting en de manier van uitleggen hangt van de kadersteller af.

## Voorbeelden
- Voor de Nederlandse corporate governance code (de zgn. 'code-Tabaksblat' en herzieningen) is de 'pas toe of leg uit'-regel wettelijk vastgelegd.
- Bij Forum Standaardisatie is een lijst met open standaarden vastgelegd, zoals de webrichtlijnen die onder hun 'pas toe of leg uit'-regime vallen.[1][2]
- Voor de  Baseline Informatiebeveiliging Rijksdienst (BIR) gold een 'comply or explain regime'.
- Voor de Nederlandse Overheid Referentie Architectuur (NORA) geldt ook het 'pas toe of leg uit'-principe.[3]